# Tomba d'Amarna 3
La tomba de l'antic Egipte del noble Ahmes, coneguda com la Tomba d'Amarna 3, es troba en el grup de tombes conegudes col·lectivament com a les Tombes Nord, prop de la ciutat d'Amarna, a Egipte.
Ahmes va ser «El Veritable Escriba del Rei», «Portador del Ventall a la dreta del Rei», «Portador del Segell Reial del Baix Egipte» i «Superintendent del Palau Reial d'Akhenaton».
Aquesta tomba, com la de Penthu (Tomba d'Amarna 5), és d'un disseny menys ambiciós en comparació a la resta de les tombes d'Amarna i no posseeix cap columna en els seus estrets passadissos. Va ser, però, tallada amb gran cura i precisió i conserva alguns bons exemples del treball dels dibuixants.

## Façana

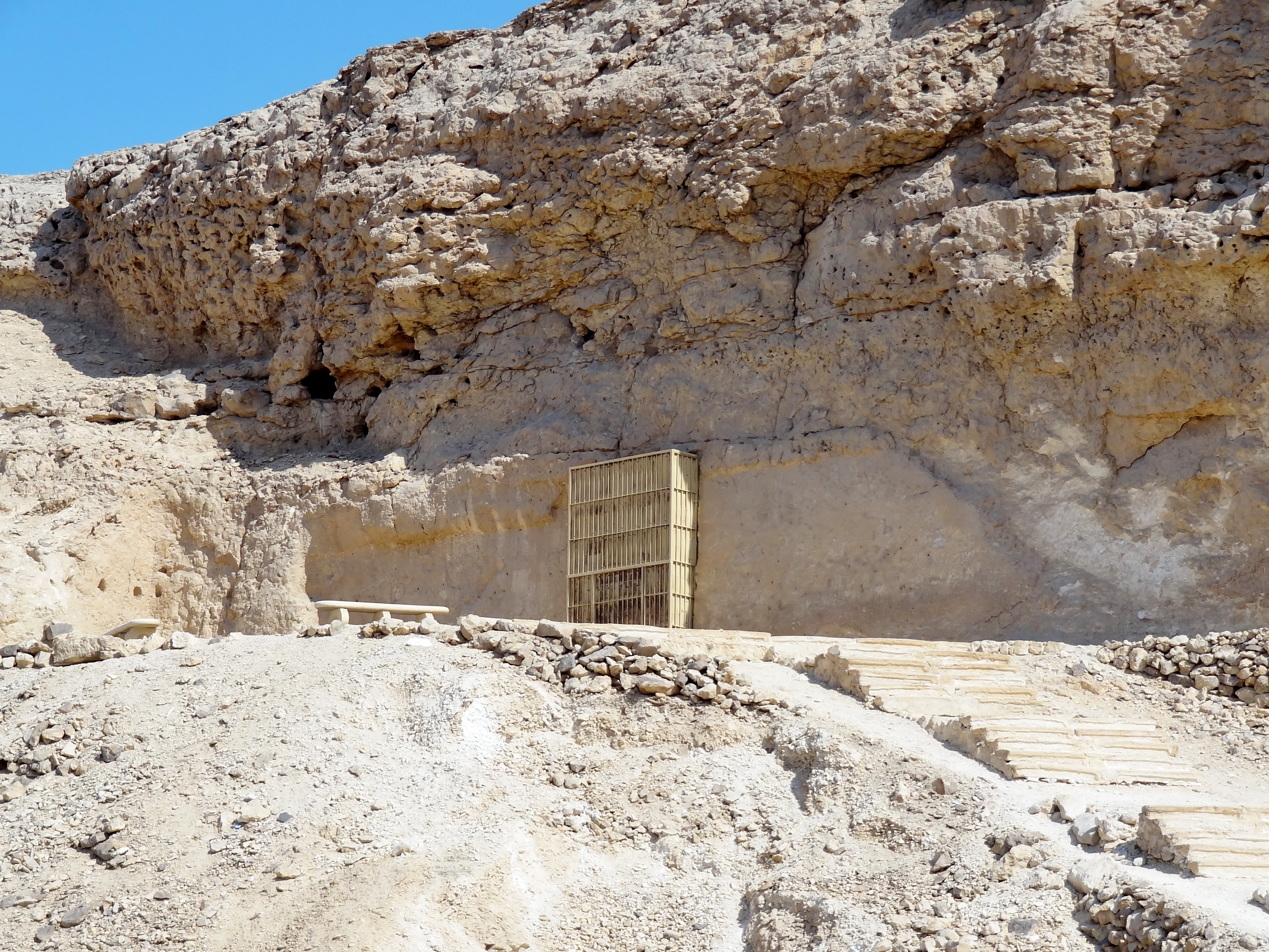
Façana de la tomba d'Ahmes

La porta estava envoltada originalment per un marc senzill que contenia textos d'oracions i figures d'Ahmes adorant dintre de cartutxos, però actualment son difícilment visibles.

## Entrada a la sala exterior

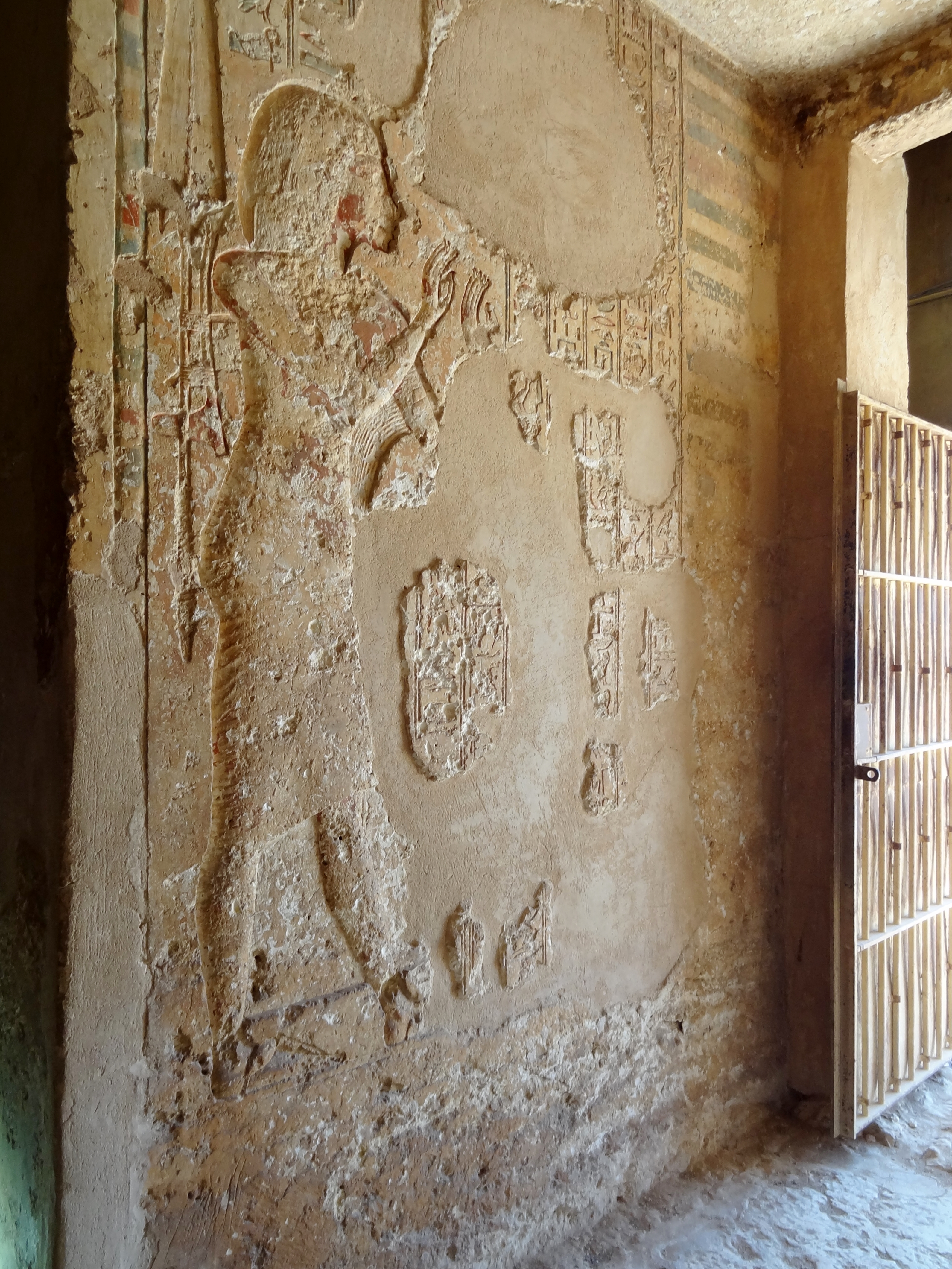
Ahmes en actitud d'adoració

Hi ha figures d'Ahmes de peu i en actitud d'adoració. Té penjades en la seva espatlla dos símbols del seu càrrec: un gran ventall i una destral (invertida). Els textos són una versió resumida de l'Himne a Aton. Al sostre encara s'hi veuen porcions de les pintures originals.

## Sala exterior
Per millorar la pobre qualitat de la roca nativa, els murals de les superfícies van ser pintats sobre una capa fina de guix. Per fer els relleus, primer es va dibuixar l'esquema amb pintura vermella i després es va esculpir la roca. Al costat dret, només han sobreviscut traces de pintura de figures del Rei, de la Reina i de tres princeses sota el déu Aton. Al costat esquerre, la decoració és en part en pintura vermella dels contorns dels dibuixos originals, i en part tallada en el guix i en la pedra.

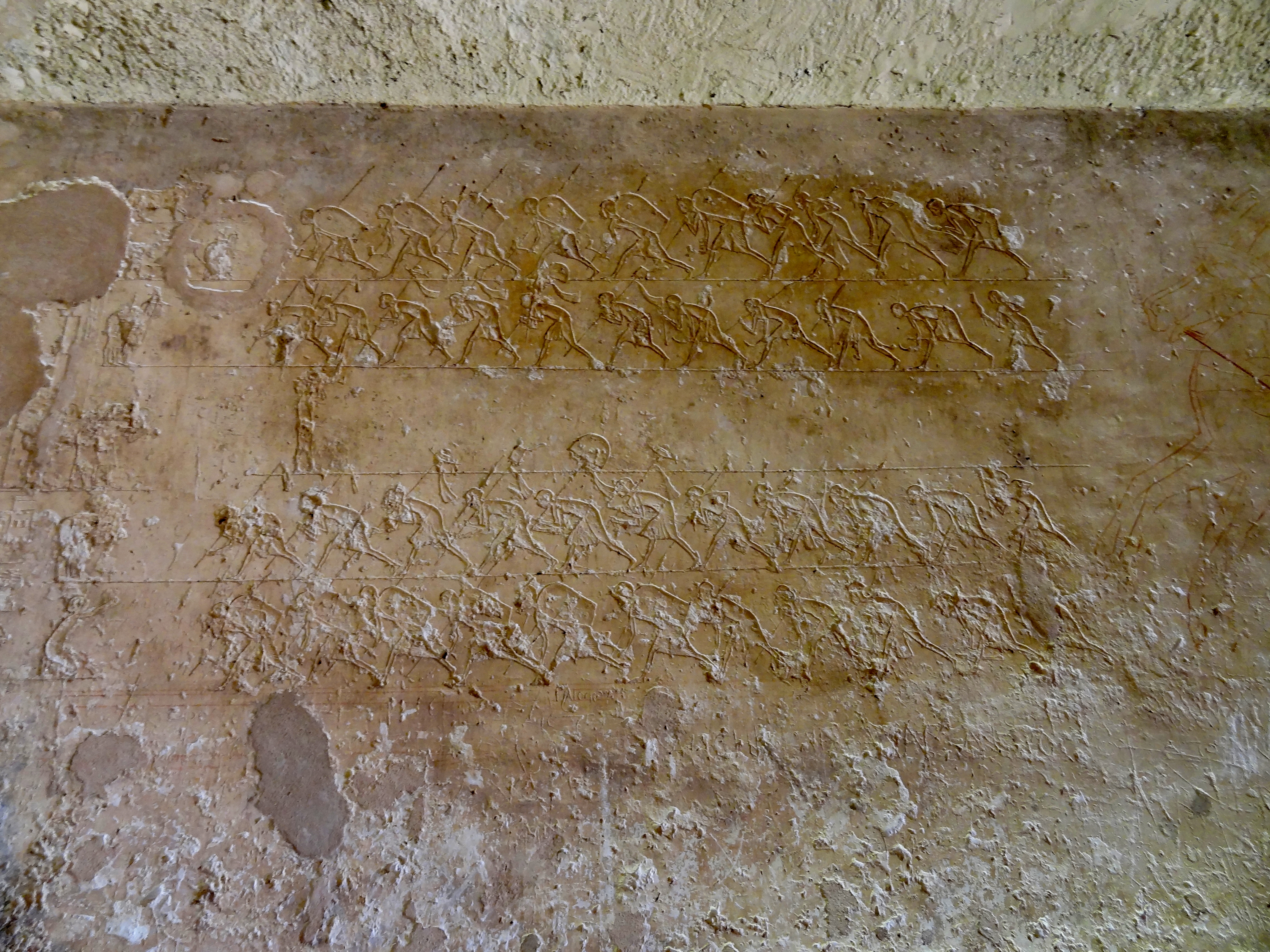
Visita Reial al Gran Temple

- Registre superior: Visita reial al Gran Temple d'Aton. A l'extrem esquerre es veu un dibuix arquitectònic senzill del propi temple. Les estàtues del Rei i de la Reina estan al costat d'algunes columnes i al costat de l'altar principal que es troba al mig del gran pati, que està rodejat per petits altars i capelles laterals amb portes. Just al davant del temple hi ha dues files curtes de músics masculins seguts. Sota el temple es troba l'altar per a sacrificar animals, i a la dreta del mateix es veu una plataforma baixa que servia de suport per a la pedra sagrada benben (un antic símbol del Sol) amb la part superior arrodonida. Més enllà, en un tros danyat a la dreta, es veu quatre files de soldats en dos grups que estan en una posició ajupida i davant de la carrossa reial. Un trompetista es troba al capdavant entre els dos grups. Un oficial amb una porra es troba en la part posterior de cada fila. Cada fila conté soldats egipcis a la part davantera i uns soldats estrangers al darrere: sirians (amb barba en punta); libis (amb una ploma en el seu cap); i nubians (amb els cabells molt curt i pendents). Alguns soldats porten estendards. Seguint cap a la dreta es veu la línia vermella amb del dibuix parcialment acabat del Rei i de la Reina muntats en un carro.[2]
- Registre inferior: Descripció de la Casa del Rei a la Ciutat Central. Només ha sobreviscut una àrea parcialment acabada en l'extrem esquerre. Es pot veure el dormitori del Rei a la cantonada superior esquerra, amb el llit, el matalàs, el reposacaps i les escales acuradament representades. Al centre hi ha grup de noies tocant instruments musicals per a relaxar. A la dreta hi ha els restes de figures de grans dimensions del Rei (a la dreta) i de la Reina (esquerra) seguts i menjant un àpat. Una princesa està sentada a la falda de la reina i una altra en un tamboret sota de la seva cadira.[2]

## Sala interior
La sala va en sentit transversal a l'eix de la tomba i està sense decorar. Una part està acabada i l'altra part està sense acabar en els extrems, per sota de les portes d'imitació tallades en la roca.

## Santuari

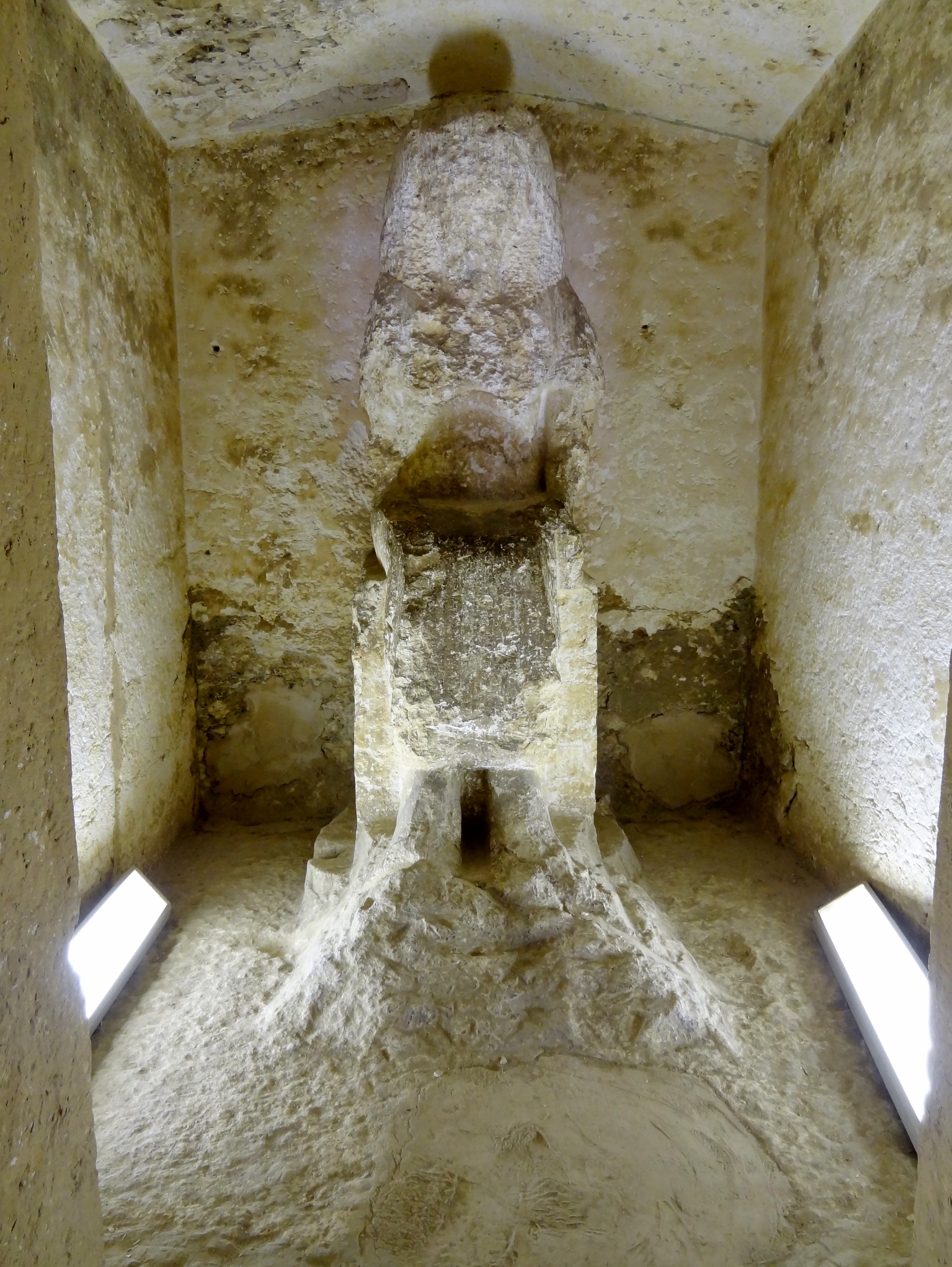
Estàtua d'Ahmes

Està sense decorar, però va ser tallada una estàtua seguda d'Ahmes en la part posterior, encara que actualment està molt mutilada. Hi ha forats al terra de l'entrada que demostren que el santuari va tenir portes pivotants de fusta.
Els grecs van pintar molts grafits a la paret de la tomba. Se n'han contat 59 i es creu que la majoria són del període ptolemaic. Hi estan escrits els noms dels visitants, diversos d'ells eren de Tràcia i, per tant, possiblement fossin soldats mercenaris. El més interessant de tots és un que es troba a la paret exterior, just a la dreta de la porta: «Després d'haver ascendit aquí, Catullinus ha gravat el seu nom a la porta, meravellat per l'art dels divins picapedrers».